# Kagrra,
A Kagrra, (神樂; Hepburn: Kagura) együttes 1998-ban alapított japán visual kei-rockegyüttes volt, mely a visual kei angura kei (アングラ系) alstílusához tartozott. Hagyományos japán öltözéket (kimonó) viseltek a színpadon és japán hangszereket is megszólaltattak dalaikban, emiatt „neo japanesque”-nek (új japános stílus) tartották őket. 2011-ben feloszlottak, néhány hónappal később énekesüket, Issit holtan találták otthonában.

## Története
Crow néven alakultak 1998-ban, amikor a PS Company kiadóhoz kerültek 2000-ben, megváltoztatták a nevüket Kagrra-ra, aminek jelentése kagura, egyfajta japán tánc. Az együttes koncepciója a japán hagyományok beépítése volt a rockzenébe, gyakran alkalmaztak tradicionális hangszereket a dalaikban, az énekesük által írt dalszövegekben pedig régi, már nem használt kandzsi írásjegyek szerepeltek, és az énekes a blogján is gyakran osztott meg ilyen írásjegyeket, nagyon érdekelte a régi japán írás. Esztétikai megjelenésükre is a japán hagyományok, öltözékek hatottak.
2001-ben jelent meg első minialbumuk, melyet újra kellett nyomni, annyira megnőtt rá a kereslet. 2001-ben Hongkongban turnéztak, 2002-ben pedig első nagylemezük is megjelent. 2004-ben leszerződtette őket a Columbia, így nagykiadós együttessé váltak. Ekkor adták a vesszőt az együttes nevéhez. 2006-ban animebetétdalt is írtak a Kinnikuman: Niszei  (キン肉マンⅡ世 ; Hepburn: Kinnikuman Nisei) című sorozathoz. 2007-ben Los Angeles-ben léptek fel a J-Rock Revolution fesztiválon. Core című nagylemezük 2008-ban 28. helyen debütált az Oricon listáján. Utolsó nagylemezük, a Hjakki kenran (百鬼絢爛 ; Hepburn: Hyakki Kenran) 2011 februárjában jelent meg, amit márciusban az utolsó fellépésük követett.
Az együttes 2011 márciusában feloszlott, az oka nem nézeteltérés volt, hanem az együttes tagjai úgy érezték, kifulladt a projekt és már nem tudnak újat mutatni a rajongóiknak. Júliusban az együttes énekesét, Issit holtan találták otthonában, de halálának okát nem nevezte meg a menedzsmentje.

## Tagjai
- Issi (一志) – ének, fuvola
- Akija (楓弥) – gitár
- Sin (真) – gitár, koto
- Nao (女雅) – basszusgitár
- Izumi (白水) – dobok

## Diszkográfia
Minialbumok és stúdióalbumok
- Nue  (鵺?), 2000
- Szakura (桜; Hepburn: Sakura?), 2001
- Kirameki (煌?), 2002
- Gozen, 2002
- Óka ranman (桜花爛漫; Hepburn: Ōka ranman?), 2003
- Mijako (京; Hepburn: Miyako?), 2004
- Szan (燦; Hepburn: San?), 2005
- Sizuku (雫; Hepburn: Shizuku?), 2007
- Core, 2008
- Su (珠; Hepburn: Shu?), 2009
- Hjakki kenran (百鬼絢爛 ; Hepburn: Hyakki Kenran?), 2011
- Kagrra Indies Best 2000–2003 (válogatáslemez), 2011